# Salvatore Farina (General)

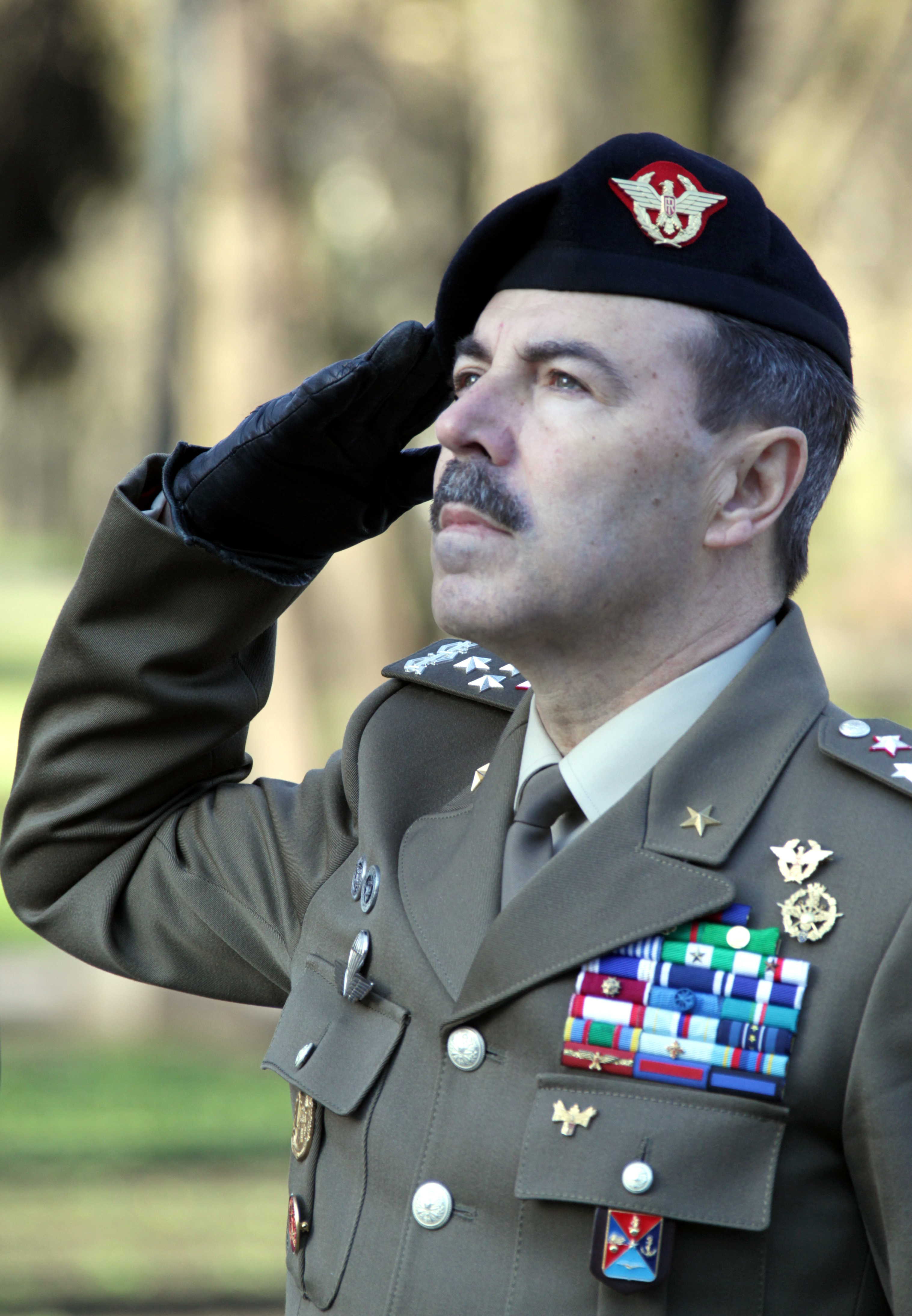
Salvatore Farina (2016)

Salvatore Farina (* 18. November 1957 in Gallipoli, Apulien) ist ein italienischer General im Ruhestand. Er war unter anderem Oberbefehlshaber des Allied Joint Force Command Brunssum in den Niederlanden und von Ende Februar 2018 bis Ende Februar 2021 Generalstabschef des italienischen Heeres.

## Leben
Salvatore Farina studierte an den Universitäten Turin (Strategische Studien, Kooperation mit der Offizierfachschule), Padua (Elektrotechnik) und Triest (Internationale Beziehungen) sowie Monterey, Kalifornien (Defense Resources Management) und Rom (Link Campus; Führungskräfte Verteidigungsministerium). 
Von 1976 bis 1978 absolvierte er die Offizierausbildung an der Militärakademie in Modena und anschließend bis 1980 die Offizierfachschule in Turin. Bis 1989 diente er als Zugführer und Kompaniechef in der Fernmeldetruppe, zunächst im 33. Bataillon für Elektronische Kampfführung des V. Korps und danach in der 7. Fernmeldekompanie des IV. Gebirgskorps. Von 1989 bis 1990 war er beim NATO-Kommando Landsouth in Verona tätig. Anschließend absolvierte er bis 1992 zwei Generalstabslehrgänge in Civitavecchia und am Staff College Camberley. Er blieb dann bis 1994 als Austauschoffizier beim Stab der britischen 3. mechanisierten Division in England. Nach einer kurzen Verwendung beim Stab der Panzerbrigade „Ariete“ in Pordenone absolvierte er den Generalstabslehrgang an der Generalstabsakademie der italienischen Streitkräfte in Rom.
Von 1995 bis 1996 kommandierte Farina das Fernmeldebataillon „Leonessa“ in Civitavecchia, mit dem er an einer Friedensmission in Bosnien und Herzegowina teilnahm (IFOR). Von 1996 bis 1999 leitete er das Einsatzführungszentrum des Generalstabs der Streitkräfte. Dieses Zentrum ging danach im neuen Einsatzführungskommando (COI) auf. In dieser Zeit plante und überwachte er Einsätze italienischer Militärkontingente in Bosnien, Albanien, Mazedonien, im Kosovo und in Osttimor. Danach kommandierte er bis 2001 das 1. Fernmelderegiment in Mailand und bereitete es auf seine Aufgaben als Fernmeldeverband des neuen NATO Rapid Deployable Corps – Italy vor. Von 2001 bis 2004 leitete Farina die Planungsabteilung des Heeresgeneralstabs und war dabei insbesondere mit den Vorbereitungen auf die Umstellung zu einer Berufs- und Freiwilligenarmee befasst. Danach war er bis 2007 italienischer Militärattaché in London.
Von 2007 bis 2008 war Farina Kommandeur einer Fernmeldebrigade in Anzio. Danach war er bis 2013 erst stellvertretender Leiter und dann Leiter der Planungsabteilung des Generalstabs der Streitkräfte. In dieser Zeit saß er auch einem Leitungsgremium der Europäischen Verteidigungsagentur vor. Von September 2013 bis September 2014 stand Farina an der Spitze der KFOR im Kosovo. Danach leitete er bis Mai 2015 die Abteilung für Heeresentwicklung des Heeresgeneralstabs. Im Mai 2015 übernahm er die Leitung eines Gremiums für die Umsetzung des neuen italienischen Verteidigungsweißbuches. Am 4. März 2016 übernahm Farina als Generalleutnant in besonderer Dienststellung (vier Sterne) vom deutschen General Hans-Lothar Domröse das JFC Brunssum. Am 21. Februar 2018 gab er diesen Posten an General Riccardo Marchiò ab und wurde am folgenden 27. Februar in Rom Chef des Heeresgeneralstabs. Am 26. Februar 2021 trat er in den Ruhestand.
Am 15. Februar 2024 ernannte ihn Papst Franziskus zum Direktor der Direktion für Infrastrukturen und Dienstleistungen („Direzione delle Infrastrutture e Servizi“) des Governatorat der Vatikanstadt, die für Gebäude-, Anlagen- und Gartenbau zuständig ist.
Farina ist verheiratet und hat zwei Töchter.